# 艾倫·鮑絲汀
艾倫·鮑絲汀（英語：Ellen Burstyn，1932年12月7日—），美國女演員。她在1950年代晚期自劇場起家，隨後接演許多電影和電視劇，並在1967年加入演員工作室。她曾以《最後一場電影》（1971年）和《大法師》（1973年）中精湛的演技，獲得奧斯卡金像獎提名。翌年，她以馬丁·史柯西斯的作品《再見愛麗絲》（1973年）奪得奧斯卡最佳女主角獎。1975年，鮑絲汀在百老匯劇院演出《明年此時》，獲得東尼獎肯定；她也以1978年的電影版本拿下金球獎，以及四項奧斯卡提名。鮑絲汀自1980年代開始她廣博的演藝生涯，並以電影《迷上癮》中的演出最廣為好評，廣攬許多影評人獎項。2023年，鮑絲汀回歸演出1973年《大法師》正宗系列續作《大法師：信徒》。
鮑絲汀是仅有的24位实现表演奖大满贯的演员之一。

## 電影
- 1971年：《最後一場電影》 - 提名奧斯卡最佳女配角獎、提名金球獎最佳電影女配角
- 1973年：《大法師》 - 提名奧斯卡最佳女主角獎、提名金球奖剧情类电影最佳女主角
- 1974年：《再見愛麗絲》 - 奧斯卡最佳女主角獎、英國電影學院獎最佳女主角、提名金球奖剧情类电影最佳女主角
- 1978年：《明年此時》 - 金球獎最佳音樂及喜劇類電影女主角、提名奧斯卡最佳女主角獎
- 1980年：《Resurrection》- 提名奧斯卡最佳女主角獎、提名金球奖剧情类电影最佳女主角
- 2000年：《迷上癮》- 提名奧斯卡最佳女主角獎、提名金球奖剧情类电影最佳女主角、提名美國演員工會獎最佳女主角

## 傳記作品
- Burstyn, Ellen. . New York City, New York: Riverhead Books. 2006. ISBN 978-1-59448-929-7.

## 外部連結
- ellenburstyn.net：艾倫·鮑絲汀官方網站
- 互联网外百老汇数据库（IOBDB）上艾倫·鮑絲汀的資料（英文）
- 艾倫·鮑絲汀在互联网电影资料库（IMDb）上的資料（英文）
- 艾倫·鮑絲汀在Enjoy Movie上的電影作品列表 （页面存档备份，存于）
- 在AllMovie上艾倫·鮑絲汀的頁面（英文）

| 獎項                                            | 獎項                                  | 獎項                                          |
| ----------------------------------------------- | ------------------------------------- | --------------------------------------------- |
| 前任： 格蘭達·傑克遜                            | 奧斯卡最佳女主角獎 1974               | 繼任： 露易絲·弗萊徹                          |
| 前任： 瓊安·伍華德                              | 英國電影學院獎最佳女主角 1975         | 繼任： 露易絲·弗萊徹                          |
| 前任： 黛安·基頓 / 瑪莎·梅森                    | 金球獎最佳音樂及喜劇類電影女主角 1978 | 繼任： 貝蒂·蜜勒                              |
| 前任： 辛西亞·尼克森 《法律與秩序：特殊受害者》 | 艾美獎最佳劇情類女客串演員 2009       | 繼任： 安-瑪格麗特 《法律與秩序：特殊受害者》 |